# Saint-Firmin-sur-Loire
Saint-Firmin-sur-Loire is een gemeente in het Franse departement Loiret (regio Centre-Val de Loire) en telt 554 inwoners (1999). De plaats maakt deel uit van het arrondissement Montargis.

## Geografie
De oppervlakte van Saint-Firmin-sur-Loire bedraagt 24,2 km², de bevolkingsdichtheid is 22,9 inwoners per km².
De onderstaande kaart toont de ligging van Saint-Firmin-sur-Loire met de belangrijkste infrastructuur en aangrenzende gemeenten.

## Demografie
Onderstaande figuur toont het verloop van het inwonertal (bron: INSEE-tellingen).